# Adolf Kürle

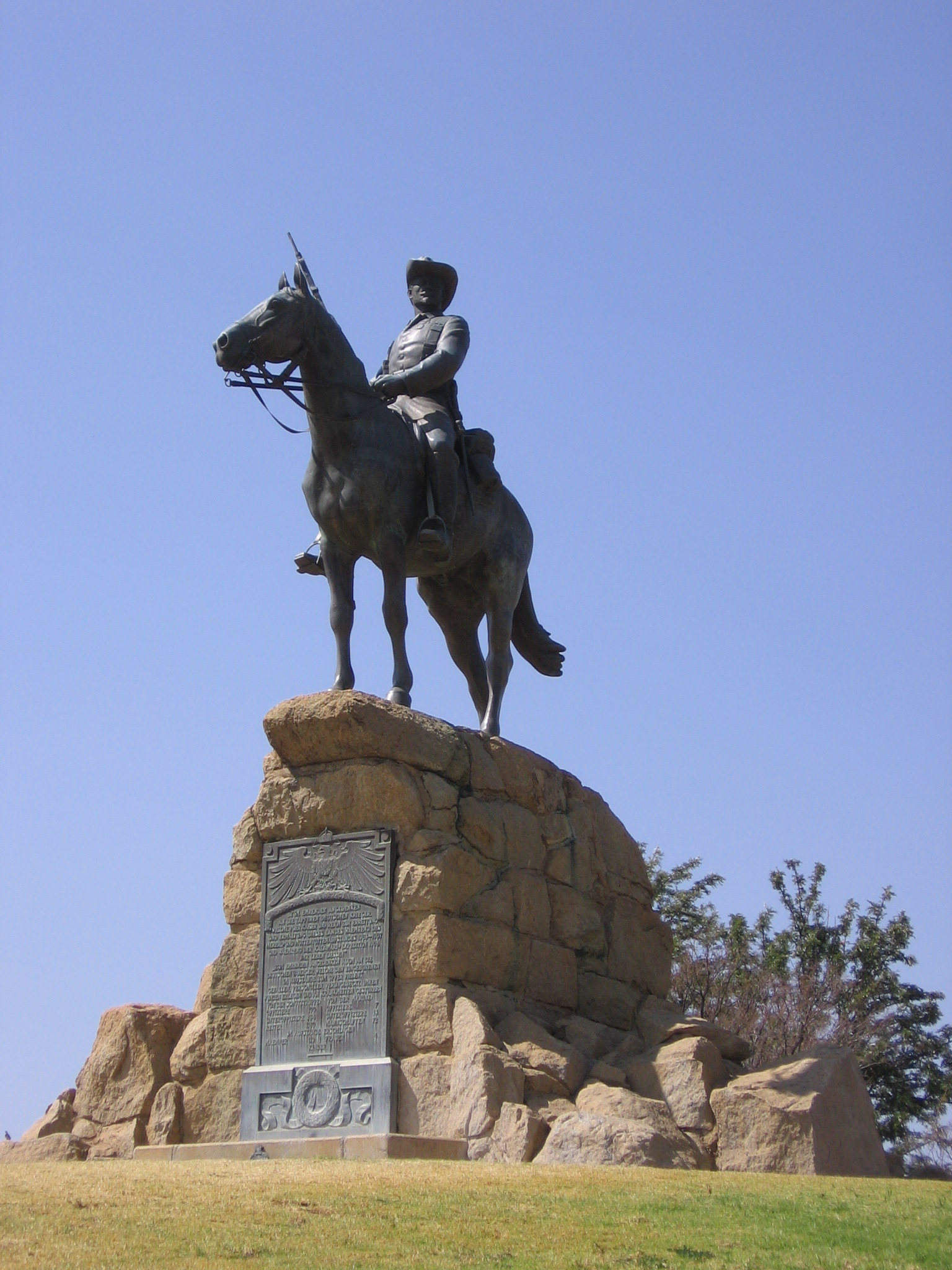
Das Kolonialkriegerdenkmal vor seinem Umzug

Adolf Kürle (* 20. März 1865 in Cassel; † 6. April 1912 in Berlin) war ein deutscher Bildhauer und Maler, der hauptsächlich in Berlin arbeitete.

## Leben
Kürle wurde in Kassel ausgebildet und arbeitete zunächst hauptsächlich als Porträtmaler. Er war 1896 an der 30. Großen Gemäldeausstellung des Kunstvereins Bremen beteiligt. Später trat die Bildhauerei in den Vordergrund.
Adolf Kürle starb 1912 im Alter von 47 Jahren in Berlin und wurde auf dem Friedhof Dahlem beigesetzt. Das Grab ist nicht erhalten.

## Werk
1901 stellte die Zeitschrift Berliner Architekturwelt seine Figurengruppe „Dorothea“ vor. Sie zeigte ein barfüßiges Mädchen, das einen Krug in der herabhängenden rechten Hand trug und von einem kleinen Hund an seinem knielangen Gewand gezupft wurde, und war etwa zur Ausschmückung einer öffentlichen Anlage oder eines Brunnens gedacht. Kürle hatte dieses Werk im Jahr 1900 in der Großen Berliner Kunstausstellung gezeigt.

### Werke im öffentlichen Raum

#### Wissmanndenkmal

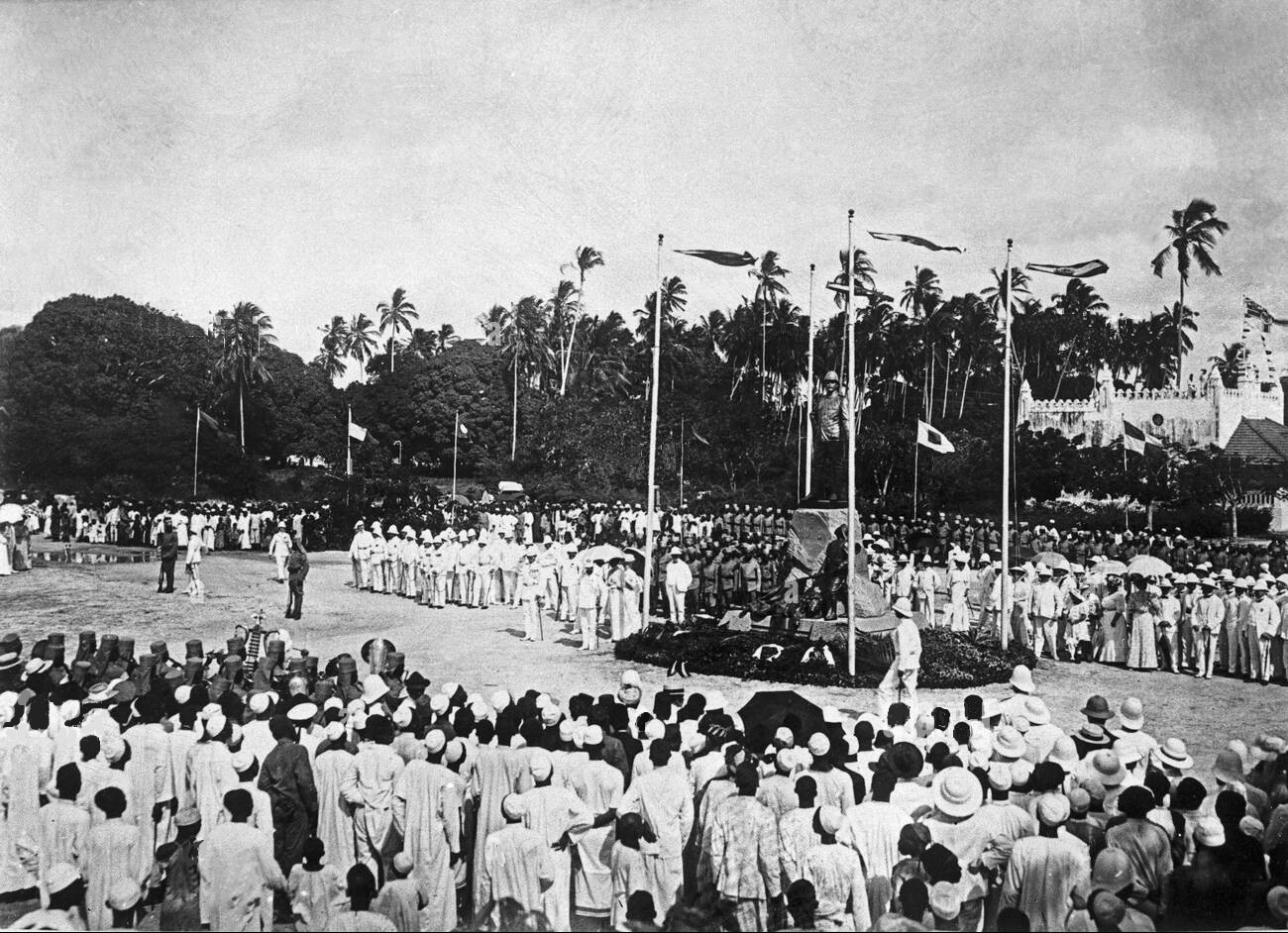
Einweihung des Wissmann-Denkmals

Am 3. April 1909 wurde Kürles Denkmal des 1905 verstorbenen Afrikaforschers Hermann von Wissmann in Daressalam eingeweiht. Den gestalteten Sandsteinsockel lieferte der Hofsteinmetzmeister L. Niggl aus Breslau. Es zeigte die Statue des in Deutschland zum „großen Afrikaner“ stilisierten Kolonialbeamten in martialischer Pose auf sein Gewehr gestützt. Nach dem Ende der deutschen Kolonialherrschaft wurde das Denkmal nach Großbritannien transportiert, 1921 gelangte es nach Deutschland, wo es zunächst in Berlin aufgestellt werden sollte, dann aber einen Platz in Hamburg vor einem Universitätsinstitut erhielt. In der Zeit des Nationalsozialismus galt Wissmann als eine Symbolfigur deutschen Expansionsstrebens. Gegen Ende des Zweiten Weltkrieges stürzte die Statue während eines Bombardements von ihrem Sockel, auf dem sie 1949 erneut aufgestellt wurde. Ab 1961 regte sich Protest gegen das Denkmal, in dem man zunehmend eine Verherrlichung der Kolonialherrschaft wahrnahm. 1968 stürzten Studenten das Standbild von seinem Sockel, woraufhin man es in der Sternwarte Hamburg-Bergedorf einlagerte, aus der es seither nur mehr zu Ausstellungszwecken hervorgeholt wurde.

#### Kolonialkriegerdenkmal
1909 beauftragte der Oberkommandierende der Schutztruppen Ludwig von Estorff die Bildhauer Hans Weddo von Glümer, Kürle, Otto Riesch und Albert Moritz Wolff, Entwürfe zu einem Kolonialkriegerdenkmal für Windhoek zu schaffen. Kürles Entwurf, der einen bewaffneten Reiter der Schutztruppen auf einem Pferd zeigte, wurde in Berlin in Bronze ausgeführt und dann per Schiff nach Windhoek gebracht. Ungewöhnlich war die Darstellung eines einfachen Soldaten zu Pferde. Bislang hatten Reiterdenkmäler in solcher Pose Kaiser, Könige oder Fürsten gezeigt statt anonymer Kämpfer. An dem Denkmal war eine Tafel mit folgender Inschrift angebracht: „Zum ehrenden Angedenken an die tapferen deutschen Krieger, welche für Kaiser und Reich zur Errettung und Erhaltung dieses Landes während des Herero- und Hottentottenaufstandes 1903 bis 1907 und während der Kalahariexpedition 1908 ihr Leben ließen. Zum ehrenden Andenken auch an die deutschen Bürger, welche den Eingeborenen im Aufstande zum Opfer fielen. Gefallen, Verschollen, verunglückt, ihren Wunden erlegen und an Krankheiten gestorben, von der Schutztruppe: Offiziere 100, Unteroffiziere 254, Reiter 1180, von der Marine: Offiziere 7, Unteroffiziere 13, Mannschaften 72, im Aufstande erschlagen: Männer 119, Frauen 4, Kinder 1.“ Vom 27. Januar 1912 bis zum August 2009 stand das Denkmal auf einem Platz, der dann für das neue Unabhängigkeits-Gedenkmuseum genutzt werden sollte, danach wurde es vor die Alte Feste versetzt.